# Movimento zapatista
O Movimento zapatista é uma organização político-militar do estado de Chiapas, no México. Trata-se de um importante movimento antissistêmico, que possui entre seus princípios fundamentais uma recusa sem concessão do Capitalismo e da institucionalidade do Estado, chamado de "mal governo" pelos zapatistas. É uma das vanguardas globais de reivindicação por uma autonomia política indígena, sendo composto sobretudo por povos do tronco Maia, e englobando as etnias Tzotzil, Tzeltal, Tojolabal, Chol, Mam, e Zoque, além de não-indígenas em sua experiência revolucionária.
São fortemente inspirados na luta de Emiliano Zapata contra o regime autocrático de Porfirio Díaz que encadeou a Revolução Mexicana em 1910. Os zapatistas tiveram mais visibilidade para o grande público a partir de 1 de janeiro de 1994 quando se mostraram para além das montanhas de Chiapas com capuzes pretos e armas nas mãos dizendo ¡Ya Basta! (Já Basta!) contra o NAFTA (acordo de livre comércio entre México, Estados Unidos e Canadá) que foi efetivado na mesma data. Nesse mesmo dia, ocuparam quatro cidades de Chiapas (San Cristóbal de Las Casas, Ocosingo, Altamirano e Las Margaritas) e declararam guerra ao exército mexicano através da Primera Declaración de la Selva Lacandona, lida pelo Subcomandante Insurgente Marcos na sacada da presidência municipal de San Cristóbal. Na declaração, alegavam serem membros do Exército Zapatista de Libertação Nacional (EZLN) e condenando a "ambição insaciável de uma ditadura de mais de setenta anos", fazendo referência à ditadura do Partido Revolucionário Institucional mexicano. Dentro de sua declaração, os zapatistas deixaram claro as suas demandas: "Trabalho, terra, teto, alimentação, saúde, educação, independência, liberdade, democracia, justiça e paz", condenando a "guerra genocida não declarada" desse regime autoritário.
Inicialmente, através da sua primeira movimentação pública, o EZLN buscava a deposição do presidente daquele então, Carlos Salinas de Gortari, chamado de "chefe máximo e ilegítimo" da ditadura priista. Com isso, convocavam o povo a eleger livremente suas novas autoridades e juntarem-se ao seu "já basta". Sua estratégia inicial era de avançar até os estados vizinhos de Oaxaca e Tabasco, seguindo cada vez mais em direção a capital federal, com a esperança de organizar um levante geral da população mexicana. Nesse cenário, o EZLN publicou as "leis revolucionárias", que entrariam em vigor em todos os territórios ocupados pelos zapatistas, e que abrangiam desde os confiscos dos meios de produção e uma reforma agrária geral, até a "Ley Revolucionaria de Mujeres" (Lei Revolucionária das Mulheres), instituindo claros direitos básicos às mulheres, que eram convidadas, também, a compor o movimento revolucionário e que sempre tiveram um crucial papel dentre os zapatistas.
Após conflitos mais exacerbados entre os zapatistas e o exército federal mexicano nos dias que se seguiram o inicial levante de 1º de janeiro de 1994, os zapatistas perceberam que o povo mexicano não havia se rebelado conforme o esperado, mas que, no entanto, mostravam-se simpáticos às mensagens do movimento, o que gerou diversas manifestações no dia 12 de janeiro de 1994 defendendo a paz e o fim da guerra, resultando num cessar-fogo das tropas federais ordenado por Salinas de Gortari. Em tal contexto, os zapatistas lançam mais um anúncio intitulado "Sobre la paz" (Sobre a paz), em que dizem querer uma "paz com dignidade e justiça", buscando, ao mesmo tempo, repensar suas estratégias como um todo. Assim adentram na "etapa da palavra", como dito por Jérôme Baschet, em que privilegiaram o diálogo com o governo federal e com a sociedade civil, resultando numa grande transformação dentro do Movimento Zapatista na qual buscam explorar novas formas de luta política, para além da via armada.

Apesar de terem de fato ocorrido encontros entre delegações zapatistas e federais numa busca de um acordo entre os dias 21 de fevereiro e 2 de março de 1994, eles não tiveram muitos resultados, e os zapatistas o interrompem para dialogar com as suas comunidades acerca das suas demandas e as respostas do governo, que terminam por privilegiar o diálogo com a sociedade civil acima do "mal governo". A participação civil é enfatizada, então, através da Segunda Declaración de la Selva Lacandona, que convoca o povo mexicano para uma Convenção Nacional Democrática para garantir o fim da ditadura priista e uma transição para a democracia através de caminhos civis, retomando o artigo 39º da Constituição Mexicana (assim como na Primera Declaración de la Selva Lacandona), que diz:
"A soberania nacional reside essencial e originalmente no povo. Todo poder público emana do povo e se institui em benefício dele. O povo tem, todo o tempo, o inalienável direito de alterar ou modificar a forma de seu governo".
Os diálogos retornariam apenas em 1996, através dos "Diálogos de San Andrés", que visavam encerrar de vez o conflito iniciado em 1º de janeiro de 1994. O EZLN recusou uma negociação feita por "portas fechadas" entre as delegações zapatista e governamental, transformando o município rebelde de San Andrés Sakamch'en de los Pobres em um local de debate público com alcance nacional buscando trazer à discussão uma nova Constituição para o México. Dentre os Diálogos de San Andrés, a primeira mesa, dedicada aos "Direitos e cultura indígenas" encerra com o firmamento de acordos que reconhecem os direitos dos povos indígenas à autonomia, a suas próprias formas de governo, a seus sistemas normativos e controle sobre seus territórios. Ainda nesse contexto, o EZLN organiza, entre agosto e setembro de 1995, uma consulta nacional e internacional se questionando se deveriam manter-se como uma organização político-militar ou transformar-se em uma organização civil. Assim, no 1º de janeiro de 1996, através da Cuarta Declaración de la Selva Lacandona, os zapatistas anunciaram a criação da Frente Zapatista de Libertação Nacional, constituindo a parte civil e pacífica do Movimento Zapatista.

Vale ressaltar, portanto, que o Exército Zapatista de Libertação Nacional e o Movimento Zapatista não são sinônimos, mas que o EZLN é apenas o braço armado da organização político-militar mais ampla, conhecida como Movimento Zapatista. Dessa forma, é extremamente difícil definir o Movimento Zapatista de forma concreta, pois se trata de um movimento em constante transformação, sempre insistindo numa multiplicidade constitutiva das formas de luta e baseando-se em alguns de seus lemas como "nossa metateoria é nossa prática" e "caminhar perguntando", que, como explica Fábio Alkmin:
"Com essa expressão, os indígenas enfatizam a necessidade de ações imediatas, cotidianas e territorializadas, ainda que sem total domínio ou controle sobre as mesmas (caminhar). Essas ações devem ser nutridas por uma constante reflexão, estudo e autocrítica, de maneira a reorientá-las conforme se desenvolvam (perguntar)".
Trata-se, portanto, de um movimento extremamente único e complexo, que se encontra em uma "trajetória de transformação permanente" que, sobretudo a partir de 2003, iniciou a construção de uma autonomia política apartada do Estado mexicano, defendendo uma autogestão democrática do território, com a participação direta da população, a partilha da terra e da colheita. No entanto, essa mesma construção da autonomia pelos zapatistas não se trata de algo estritamente ideológico, mas está principalmente atrelado a uma urgência pela sobrevivência dos povos originários e demais setores oprimidos da sociedade, que encontraram na autonomia uma possibilidade de superar suas históricas condições de marginalidade social e garantir uma "vida com dignidade":
"Uma dignidade simples e sincera, que só foi conquistada mediante a rebeldia e o fogo".
Dessa forma, por ser um movimento composto principalmente por indígenas, é possível notar uma grande luta contra tal marginalização histórica vivida por esses povos, enfatizando ainda que esse processo não é algo recente: "Somos produto de 500 anos de luta". Com efeito, reafirmam sua existência como agentes históricos e políticos no presente, elementos até então invisibilizados pela colonialidade, além de representar para as diferentes sociedades indígenas mexicanas uma possibilidade concreta de superação das relações de poder assimilacionistas do Estado, construindo um autogoverno popular que, mesmo de forma fragmentada, garante certo grau de autonomia para mais da metade de Chiapas.

## Terras indígenas

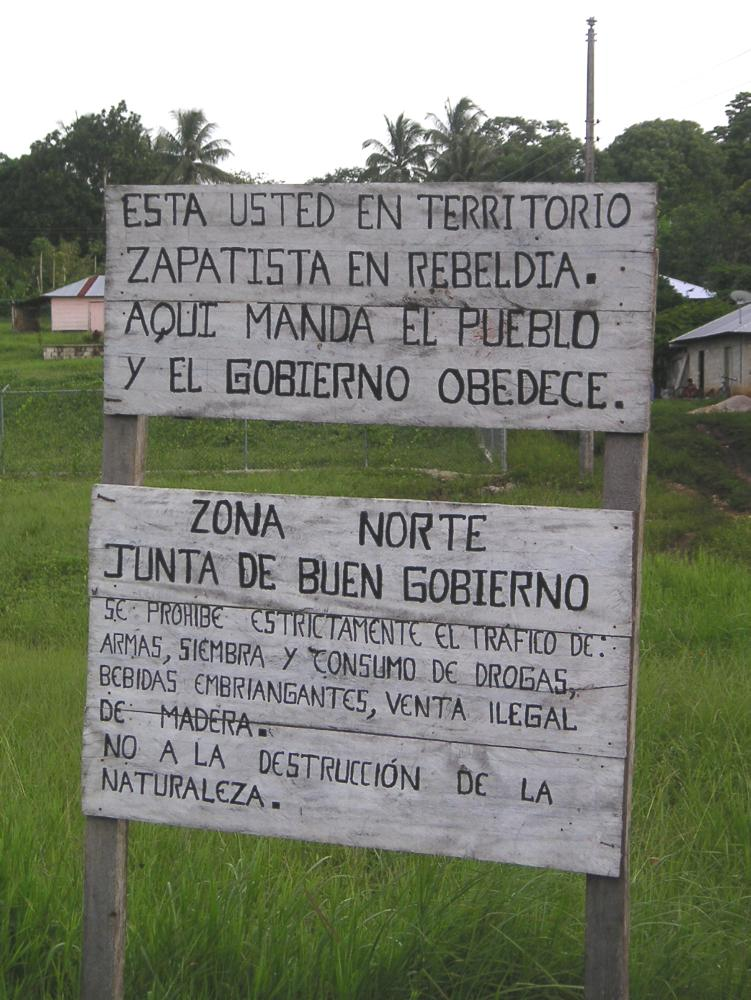
Tradução da imagem: Você está em território Zapatista em rebeldia. Aqui manda o povo e o governo obedece. Zona Norte junta do Bom Governo. Se proíbe estritamente o tráfico de: armas, semeadura e consumo de drogas, bebidas alcoólicas, venda ilegal de madeira. Não à destruição da natureza.

As comunidades indígenas estão espalhadas por todos os Estados mexicanos com maior concentração nos Estados de Guerrero, Puebla, Oaxaca, Chiapas, Yucatan e no Estado do México. Os zapatistas concentram-se no sul e sudeste, principalmente Oaxaca e Chiapas. As áreas zapatistas do sul são montanhas e de difícil acesso, áreas estratégicas para a guerrilha zapatista como proteção contra o Exército Mexicano: existe a Serra de Madre do Sul, que se estende por 1.200 quilômetros pela costa sul, e a sudeste pela Cordilheira de Tehuantepec com 2.000 metros de altura e ao longo de 150 km em Oaxaca, além das montanhas: Pico de Orizaba, Serra Madre de Chiapas, Vulcão de Tacuma e Meseta Central.

## Línguas e dialetos
As línguas indígenas do México pertencem a três grupos: Hokano, Otomangue e Yutonahua. As línguas Hokanas são Seri, Tequistlateca e Yumana e são faladas nas regiões do oeste dos Estados Unidos, costa do Estado de Sonora e centro de Oaxaca. As línguas Otomangue são Amuzga, Chinanteca, Mixteca, Otopame, Popoloca chocholteco, Ixcateco, Mazateco e Popoloca, Tlapaneca, Zapoteca, faladas nas regiões da Serra Madre do Sul, na fronteira entre Guerrero e Oaxaca, noroeste de Oaxaca, Puebla, Guerrero, Veracruz, Querétaro, Hidalgo, Tlaxcala e Acapulco. As línguas Yutonahua são Corachol, Náhuatl, Pimana, Taracahita, e são faladas nas regiões de Nayarit, Jalisco, Estado do México, Durango, Guerrero, Michoacán, Morelos, Oaxaca, Puebla, San Luis Potosí, Tabasco, Tlaxcala e Veracruz. Em Chiapas predominam as línguas maias.

## Economia
Um dos princípios dos zapatistas é a autonomia, o que inclui a economia das cidades autônomas,  cercadas por quartéis e pelo exército, os municípios rebeldes estabelecem formas de governo alternativas ao padrão mexicano. A economia das cidades zapatistas baseia-se na economia de produção e subsistência e também pela confecção de materiais indígenas à venda para turistas, toda a renda é controlada sem hierarquia, pelas Juntas de Bom Governo.

## Exército Zapatista de Libertação Nacional

Bandeira do EZLN.

O EZLN é um grupo indígena revolucionário de esquerda com inspirações Zapatistas e comunistas com sede em Chiapas, o estado mais pobre do México. Incorpora tecnologias modernas como telefones via satélite e Internet como uma maneira de obter a sustentação local e estrangeira. Consideram-se parte do largo movimento de antiglobalização.
Sua voz mais visível, embora não seu líder, porque é um segundo-comandante — todos os comandantes são índios maias — é o subcomandante Marcos. O comunicado abaixo do subcomandante em 28 de março de 1994 explica o porque de esconder os rostos e porque todos os zapatistas dizem que se chamam "Marcos": "Marcos é gay em São Francisco, negro na África do Sul, asiático na Europa, hispânico em San Isidro, anarquista na Espanha, palestino em Israel, indígena nas ruas de San Cristóbal, roqueiro na cidade universitária, judeu na Alemanha, feminista nos partidos políticos, comunista no pós-guerra fria, pacifista na Bósnia, artista sem galeria e sem portfólio, dona de casa num sábado à tarde, jornalista nas páginas anteriores do jornal, mulher no metropolitano depois das 22h, camponês sem terra, editor marginal, operário sem trabalho, médico sem consultório, escritor sem livros e sem leitores e, sobretudo, zapatista no Sudoeste do México. Enfim, Marcos é um ser humano qualquer neste mundo. Marcos é todas as minorias intoleradas, oprimidas, resistindo, exploradas, dizendo ¡Ya basta! Todas as minorias na hora de falar e maiorias na hora de se calar e aguentar. Todos os intolerados buscando uma palavra, sua palavra. Tudo que incomoda o poder e as boas consciências, este é Marcos."

## Presença militar
O ex presidente Vicente Fox foi eleito em 2000 com um discurso dizendo que acabaria com o conflito com os zapatistas em quinze minutos. Como o conflito não acabou, paramilitares vigiam as fronteiras das terras indígenas continuamente, controlando a entrada de  turistas e ativistas nas regiões zapatistas. O conflito não se agrava ainda mais em razão da presença, nas áreas indígenas, de organizações internacionais de apoio à causa zapatista, tais como :  Chiapas Human Rights Observer Project, do Canadá; Zapatista students, Global Exchange, Barrio Warriors de Aztlan, Chiapas Coalition 98, e Chiapas Peace House Project, dos Estados Unidos; TM Crew, da Itália; Colectivo de Solidaridad con la Rebelión Zapatista de Barcelona,  da Espanha; Direkte Solidarit Chiapas, da Suíça; Korautnomedia chiapasa,  da Nova Zelândia; Zapatista Solidarity Collective Melbourne, da Austrália, Japanese solidarity, do Japão' e Comitê Avante Zapatistas! do Brasil, além de organizações locais de direitos humanos e da Anistia Internacional. Contudo, massacres, como o de Acteal, e prisões de militantes em terras indígenas são constantes .

## Massacre de Acteal
O Massacre de Acteal aconteceu em 22 de dezembro de 1997 no vilarejo de Acteal em Chiapas, 46 indígenas tzotziles entre eles 18 crianças, 22 mulheres e 6 homens foram mortos dentro da Igreja de Acteal. A comunidade zapatista local testemunha que 90 paramilitares supostamente membros da Máscara Roja (Máscara Vermelha) fizeram o massacre, durante uma operação que se prolongou por cerca de 7 horas, a curta distância de um posto militar. Os militares ali estacionados não intervieram por forma a evitar o massacre, existindo relatos de que na manhã seguinte alguns deles se encontravam na Igreja, lavando o sangue das paredes. Após indignação da comunidade zapatista, mais de 100 indígenas foram presos em Tuxtla Gutiérrez, capital de Chiapas.
Depois da investigação pela Procuradoria Geral da República do México, entre os supostos participantes na chacina estavam ex-oficiais do exército mexicano e de segurança pública, condenados a pouco mais de três anos de prisão.

## Acordo de San Andrés
O Acordo de San Andrés sobre Direitos e Cultura Indígena foi um documento que o governo do México acordou com o Exército Zapatista de Libertação Nacional en 16 de fevereiro de 1996 em San Andrés Larráinzar, Chiapas para comprometer-se a modificar a Constituição do México e outorgar direitos aos povos indígenas sobre autonomia, justiça e igualdade.

## Plano Puebla-Panamá
O Plano Puebla-Panamá (atualmente denominado Proyecto Mesoamericaé financiado pelo Banco Centroamericano de Integração Econômica (BCIE) e pelo Banco Interamericano de Desenvolvimento (BID). Trata-se de uma proposta de integração da  América Central, atingindo as regiões de Belize, Costa Rica, El Salvador, Guatemala, Honduras, Nicarágua, Panamá e nove estados do México, incluindo regiões autônomas zapatistas, como Chiapas e Oaxaca. Segundo matéria publicada em The Ecologist de junho de 2001, o projeto implica a evacuação de comunidades indígenas de suas terras para dar espaço a estradas, aeroportos, centros industriais, plantações e áreas protegidas por bases militares.

## Livros

### Em português
- EZLN: Passos de uma Rebeldia do Emílio Gennari. ISBN 85-873-946-06
- A Revolução Invencível, subcomandante marcos e exército de libertação nacional, cartas e comunicados orgs. Massimo Di Felice e Cristobal Muñoz
- Votán-Zapata, a marcha indígena e a sublevação temporária orgs. Massimo Di Felice e Marco F. Brige

### Em espanhol
- Zapatistas: La Lucha Continua..., David Sanchez.

### Em inglês
- Ya Basta! Ten Years of the Zapatista Uprising, textos selecionados do Subcomandante Marcos; ISBN 1-904859-13-5
- Our Word is Our Weapon, textos selecionados do Subcomandante Marcos; ISBN 1-85242-814-7
- The Zapatista Reader, editado por Tom Hayden. ISBN 1-56025-33-55
- Profit Over People, Noam Chomsky; ISBN 1-888363-82-7
- Change the World Without Taking Power, John Holloway - Texto on-line na libcom.org ISBN 0-745324-66-5
- Rebellion in Chiapas, a historical reader, John Womack, Jr. ISBN 1-565844-52-1
- The war against oblivion: Zapatista chronicles, 1994-2000, John Ross; ISBN 1-56751-174-0
- The Chiapas Rebellion: The Struggle for Land and Democracy, Professor Neil Harvey. ISBN 0-822322-38-2
- Basta! Land and the Zapatista Rebellion in Chiapas, George A. Collier com Elizabeth L. Quaratiello. ISBN 0-935028-79-X

## Vídeos
- «Resistance Through Communication». Em (em inglês) sem legendas.